# Freziera mexicana
Freziera mexicana là một loài thực vật có hoa trong họ Pentaphylacaceae. Loài này được (Turcz.) Kobuski mô tả khoa học đầu tiên năm 1938.